# برکه مرغابی

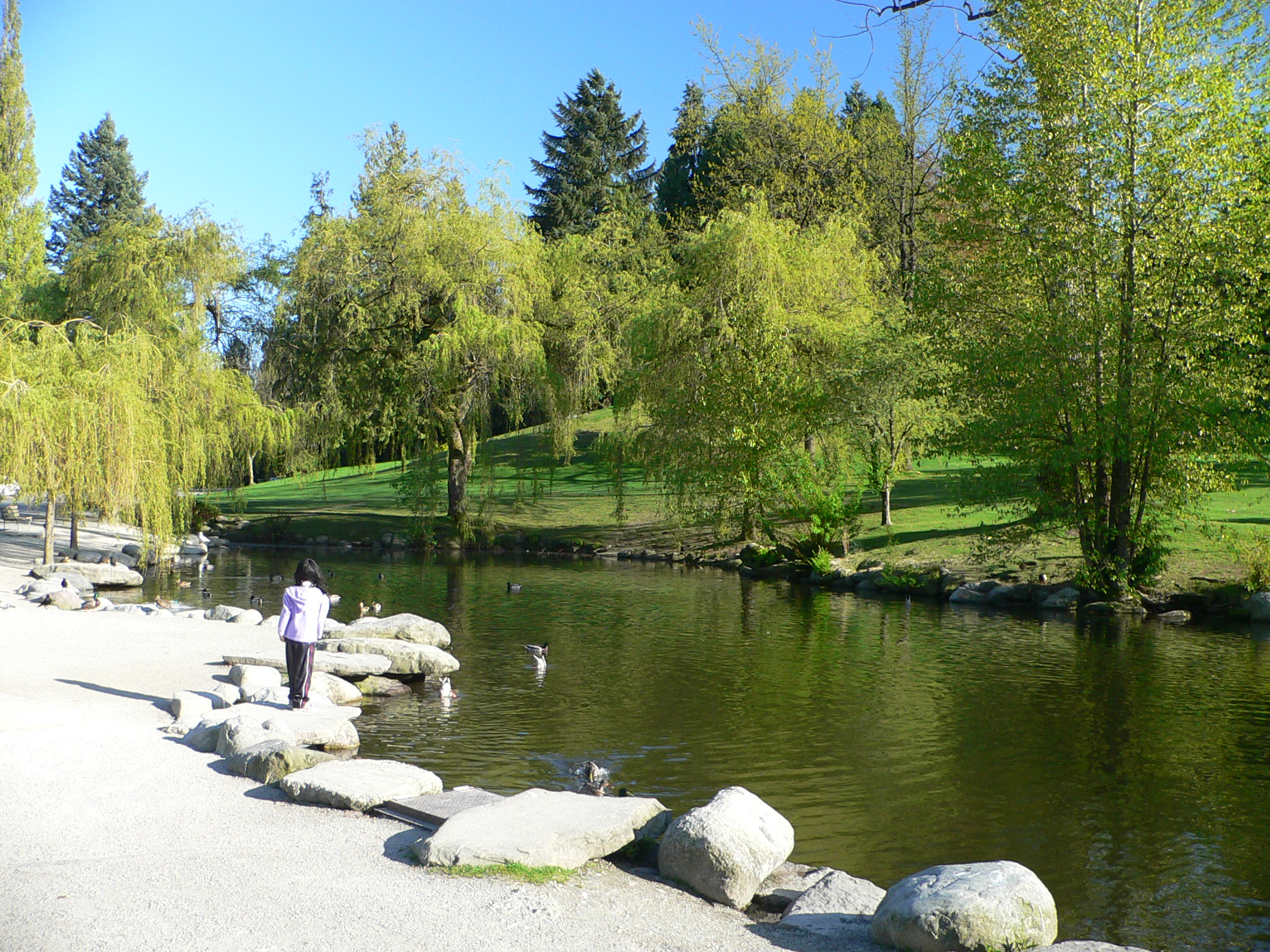
برکه مرغابی در پارک ملکه الیزابت

برکه مرغابی (به انگلیسی: Duck pond)، برکه‌ای برای مرغابی‌ها و دیگر پرندگان آبزی است. برکه‌های مرغابی زیستگاهی برای پرندگان آبزی و دیگر پرندگان است که از آب برای حمام کردن و نوشیدن استفاده می‌کنند.
به‌طور معمول، چنین برکه‌هایی به شکل گرد، بیضی یا کلیهمانند هستند. به عنوان مثال می‌توان به برکه سوسن در پارک‌های دانشگاه در آکسفورد در انگلستان اشاره کرد که در سال ۱۹۲۵ ساخته شد. اغلب، مانند پارک‌های عمومی، چنین برکه‌هایی از نظر طراحی مصنوعی و زینتی هستند. گاهی ممکن است کمتر زینتی باشند، به عنوان مثال در یک حیاط کشاورزی یا معدن غرقاب. یک نسخه کوچک خانگی از برکه مرغابی در مزرعه Knowle در دربی شایر است.
برخی از برکه‌های مرغابی، به‌طور عمدی برای ورزش شکار پرندگان آبزی ساخته شده‌اند. این حوضچه‌های پرواز توسط شکارچیان و پرندگان وحشی ساخته می‌شوند تا مرغابی‌های مانند مرغابی سرسبز، خوتکاها، کله بوفله و اردک سرپف و گیلارها در هنگام سحر و غروب جذب کنند. برکه‌ها دارای لبه‌های کم‌عمقی هستند تا به اردک‌ها اجازه دهد به غذا در کف آن برسند. اغلب دانه جو برای جذب یا نگهداری پرندگان استفاده می‌شود.